# (3032) Evans
(3032) Evans ist ein Asteroid des Hauptgürtels, der am 8. Februar 1984 vom US-amerikanischen Astronomen Edward L. G. Bowell an der Anderson Mesa Station (IAU-Code 688) des Lowell-Observatoriums in Coconino County entdeckt wurde.
Der Himmelskörper ist Mitglied der Koronis-Familie, einer Gruppe von Asteroiden, die nach (158) Koronis benannt ist.
Der Asteroid wurde nach dem australischen Geistlichen und Amateurastronomen Robert O. Evans (1937–2022) benannt, der eine Vielzahl von Supernovae mit rein visuellen Methoden ohne Computerunterstützung entdeckte.